# Khaled Farhan al-Bekheet
Khaled Farhan al-Bekheet (* 22. Januar 1976) ist ein ehemaliger kuwaitischer Leichtathlet, der sich auf den Dreisprung spezialisiert hat.

## Sportliche Laufbahn
Erste internationale Erfahrungen sammelte Khaled Farhan al-Bekheet vermutlich im Jahr 1993, als er bei den Arabischen Meisterschaften in Latakia mit einer Weite von 15,43 m die Bronzemedaille im Dreisprung hinter dem Tunesier Mohamed Karim Sassi und Salem al-Ahmadi aus Saudi-Arabien gewann. Im Jahr darauf schied er bei den Juniorenweltmeisterschaften in Lissabon mit 14,80 m in der Qualifikationsrunde aus und 1997 gewann er bei den Westasienspielen in Teheran mit 15,35 m die Bronzemedaille hinter dem Kirgisen Maksim Smetanin und Mehrzad Charkhian aus Iran und siegte mit 7,35 m im Weitsprung. Zudem gewann er bei den Panarabischen Spielen in Beirut mit 7,64 m die Bronzemedaille im Weitsprung hinter dem Marokkaner Younès Moudrik und Abdulrahman al-Nubi aus Katar. 1999 gewann er bei den Arabischen Meisterschaften in Beirut mit 7,49 m die Bronzemedaille die Bronzemedaille hinter dem Ägypter Hatem Mersal und Hussein al-Sabee aus Saudi-Arabien. 2001 gewann er bei den Arabischen Meisterschaften in Damaskus mit 16,01 m die Bronzemedaille hinter dem Katarer Mohamed Abdulaziz Hamdi Awadh und al-Ahmadi aus Saudi-Arabien. Im Jahr darauf gewann er bei den Westasienspielen in Kuwait mit 16,36 m die Silbermedaille hinter dem Saudi-Araber al-Ahmadi und anschließend belegte er bei den Asienspielen in Busan mit 15,75 m den sechsten Platz. 2003 belegte er bei den Arabischen Meisterschaften in Amman mit 15,51 m den achten Platz im Dreisprung und im Jahr darauf wurde er bei den erstmals ausgetragenen Hallenasienmeisterschaften in Teheran mit 15,21 m ebenfalls Achter, wie auch bei den Panarabischen Spielen in Algier mit 15,48 m. 2009 bestritt er seinen letzten offiziellen Wettkampf und beendete daraufhin seine aktive sportliche Karriere im Alter von 33 Jahren.
In den Jahren 2004 und 2005 wurde al-Bekheet kuwaitischer Meister im Dreisprung.

## Persönliche Bestleistungen
- Weitsprung: 7,91 m, 20. Februar 2001 in Kuwait
  - Weitsprung (Halle): 7,45 m, 8. Februar 2002 in Rascht
- Dreisprung: 16,36 m, 12. April 2002 in Kuwait
  - Dreisprung (Halle): 15,81 m, 8. Februar 2002 in Rascht